# 子洲県
子洲県（ししゅう-けん）は中華人民共和国陝西省楡林市に位置する県。県名は1929年に獄死した共産党李子洲による。子洲県のような「革命烈士」にちなむ地名には他に志丹県、子長市、左権県、黄驊市、靖宇県、尚志市がある。

## 行政区画
- 街道:双湖峪街道
- 鎮:何家集鎮、老君殿鎮、裴家湾鎮、苗家坪鎮、三川口鎮、馬蹄溝鎮、周家鹸鎮、電市鎮、磚廟鎮、淮寧湾鎮、馬岔鎮
- 郷:駝耳巷郷